# Катыдъёль
Катыдъёль, Катыд-Ёль — река в России, протекает в округе Вуктыл Республики Коми. Устье реки находится в 4 км по правому берегу реки Большой Паток. Длина реки составляет 13 км.
Река вытекает из болот в 25 км к востоку от села Усть-Воя. От истока течёт на юг, затем поворачивает на юго-восток. Всё течение проходит по ненаселённой, холмистой тайге. В 7 км выше устья принимает слева реку Дзёля-Катя-Ёль (в водном реестре — река без названия), также в реку впадает несколько безымянных ручьёв. Впадает в Большой Паток выше острова Езовый-Ди. Ширина реки в нижнем течении — 5 метров.

## Данные водного реестра
По данным государственного водного реестра России относится к Двинско-Печорскому бассейновому округу, водохозяйственный участок реки — Печора от водомерного поста у посёлка Шердино до впадения реки Уса, речной подбассейн реки — бассейны притоков Печоры до впадения Усы. Речной бассейн реки — Печора.
Код объекта в государственном водном реестре — 03050100212103000062828.